# Victor McKusick
Victor Almon McKusick (21 ottobre 1921 – Towson, 22 luglio 2008) è stato un medico e genetista statunitense.
Era un sostenitore del Progetto Genoma Umano e compì molti studi sulle malattie congenite, in particolare all'interno delle comunità Amish. Fu l'autore originale e, fino alla sua morte, rimase caporedattore del Mendelian Inheritance in Man (MIM) e della sua controparte online Online Mendelian Inheritance in Man (OMIM). È considerato il pioniere della disciplina della genetica clinica.

## Biografia

### Giovinezza
Victor e il suo fratello gemello Vincent McKusick sono nati il 21 ottobre 1921. Victor era uno di cinque figli. Suo padre era laureato al Bates College. Prima di decidere di lavorare in una fattoria, il padre di Victor era stato preside di una scuola superiore a Chester, nel Vermont. La madre di Victor era stata un'insegnante di scuola elementare prima di sposarsi. Victor e i suoi fratelli crebbero in un caseificio a Parkman, nel Maine.
Durante l'estate del 1937, Victor soffrì di una grave infezione da streptococco microaerofilo all'ascella. Di conseguenza, Victor fu ricoverato in due diversi ospedali, tra cui il Massachusetts General Hospital, dove venne curato con successo grazie a una lunga terapia a base di sulfanilamide. Poiché nessuno dei suoi parenti stretti era medico, gli eventi del 1937 rappresentarono per McKusick il primo contatto con l'ambito medico. Dichiarò poi: "Forse sarei diventato un avvocato, se non fosse stato per lo streptococco microaerofilo".
Victor sposò Anne Bishop McKusick nel 1949. Anne prestò servizio nel Johns Hopkins Hospital come professore associato di medicina presso il dipartimento di reumatologia. La coppia ebbe due figli maschi, Victor e Kenneth, e una figlia, Carol.

### Inizio della carriera medica
Dopo il liceo, Victor scelse di studiare alla Tufts University, dove frequentò le lezioni per sei semestri, dall'autunno del 1940 all'estate del 1942. Sebbene la Tufts University avesse una scuola di medicina associata, Victor era affascinato dall'Università Johns Hopkins e iniziò a frequentare questo ateneo.
Durante la Seconda guerra mondiale, la scuola di medicina della Johns Hopkins sospese temporaneamente, per la prima volta dal 1893, anno di fondazione dell'ateneo, il diploma di laurea breve come requisito per l'ammissione. McKusick fece domanda durante il suo sesto semestre alla Tufts e iniziò a studiare alla Johns Hopkins nell'autunno del 1942, pur senza una laurea pregressa. Victor non conseguì mai un baccellierato, sebbene in carriera abbia ricevuto più di 20 lauree honoris causa. Ottenne il dottorato in medicina attraverso un programma accelerato in soli tre anni, al termine del quale completò la sua formazione di specializzazione come cardiologo, poiché il dipartimento di genetica clinica non esisteva all'epoca. McKusick si specializzò in soffi cardiaci, utilizzando la spettroscopia per studiarne le caratteristiche in ciascun individuo.

### Lavoro alla Johns Hopkins e contributo alla ricerca biomedica
Nel 1956 McKusick si recò a Copenaghen per conferire delle malattie genetiche del tessuto connettivo al primo congresso internazionale di genetica umana; questo congresso può essere considerato il punto di partenza per lo studio internazionale coordinato della genetica medica. Nei decenni successivi, McKusick continuò a dirigere la Chronic Disease Clinic, inoltre creò e divenne presidente di un nuovo dipartimento di genetica medica alla Hopkins a partire dal 1957. Nel 1973 divenne presidente del dipartimento e della scuola di medicina del Johns Hopkins Hospital. McKusick ha rassegnato le dimissioni nel 1985, continuando però a insegnare, a condurre ricerche e ad esercitare la professione di medico internista nei dipartimenti di Medicina e di Genetica Medica. Ricoprì incarichi simultanei come professore universitario di genetica medica presso il McKusick-Nathans Institute of Genetic Medicine, professore di medicina presso la Johns Hopkins School of Medicine, professore di epidemiologia presso la Johns Hopkins Bloomberg School of Public Health e professore di biologia presso la Johns Hopkins University.
McKusick contribuì allo sviluppo della coltura cellulare HeLa, fondamentale nella ricerca biomedica nei decenni successivi, in particolare in campo oncologico; non informò, però, i parenti di Henrietta Lacks (la donna da cui era stata prelevata la linea di cellule tumorali HeLa, morta poco tempo dopo) circa tutti i prelievi di sangue effettuati alla paziente al fine di realizzare la genotipizzazione delle cellule HeLa. McKusick ricoprì ulteriori incarichi in università, rimanendo all'Johns Hopkins fino alla sua morte.

### Morte
McKusick morì di cancro all'età di 86 anni, il 22 luglio 2008, nella sua casa appena fuori Baltimora, a Towson, nel Maryland. Il 21 luglio, il giorno prima di morire, assistette in diretta streaming ad un corso di genetica medica da Bar Harbor, nel Maine; si trattava dello stesso corso su base annuale che aveva contribuito a fondare e dirigere nel 1960.

## Attività accademiche e divulgative
Nel 1960 McKusick fondò e co-diresse un corso annuale breve di genetica medica e sperimentale dei mammiferi presso il Jackson Laboratory di Bar Harbor, nel Maine. Nel 1966 iniziò a pubblicare il Mendelian Inheritance in Man (MIM), che fu il primo catalogo pubblicato di tutti i geni conosciuti e le malattie genetiche descritte in letteratura medica. Il testo completo del MIM è stato reso disponibile online gratuitamente a partire dal 1987 e intitolato Online Mendelian Inheritance in Man (OMIM). La dodicesima e ultima edizione cartacea del MIM è stata pubblicata nel 1998. La banca dati online è continuamente aggiornata e collegata al National Center for Biotechnology Information. OMIM è distribuita attraverso la National Library of Medicine e il suo database è caricato su Entrez a partire dal 1995. Al momento della morte di McKusick, OMIM conteneva 18 847 voci.
McKusick inoltre tenne il corso annuale di Genetica Medica presso il Centro Residenziale dell'Università di Bologna a Bertinoro di Romagna, nel 1987. McKusick divenne il presidente fondatore della Human Genome Organization nel 1989.

## Pubblicazioni e ricerche
McKusick scrisse molto sulla storia della medicina, della genetica, della genetica medica e sul centro abitato di Parkman, nel Maine. Fu co-fondatore di Genomics nel 1987 con il Dr. Frank Ruddle, rivista presso cui lavorò anche come editore. Inoltre fu a capo di un comitato di valutazione dell'aspetto etico degli studi compiuti post-mortem sul tessuto connettivo di Abraham Lincoln per la indagare sull'eventuale presenza di mutazioni genetiche alla base della sindrome di Marfan.
Tra le pubblicazioni più importanti di McKusick figurano:
- Probabile attribuzione del locus del gruppo sanguigno Duffy al cromosoma 1 nell'uomo (1968)[12]
- Lumpers e splitter, o sulla nosologia delle malattie genetiche (1969)[13]
- L'anatomia del genoma umano: una base neo-vesaliana per la medicina del XXI secolo (2001)[14]

Come riportato da un documento del 2005 presentato da M.I. Poling, McKusick ribadì costantemente, nella sua esperienza a contatto con studenti di medicina e collaboratori, l'importanza degli eponimi delle malattie genetiche (menzionando in particolare la sindrome di Marfan, la sindrome di Tay-Sachs, la sindrome di Down e la sindrome di Freeman-Sheldon), ritenendo che la ricerca sugli studiosi che hanno dato al nome a determinate malattie implichi anche un documentarsi più approfonditamente sui vari aspetti clinici, ed eventualmente terapeutici, di quelle stesse patologie.

## Studi presso le comunità Amish

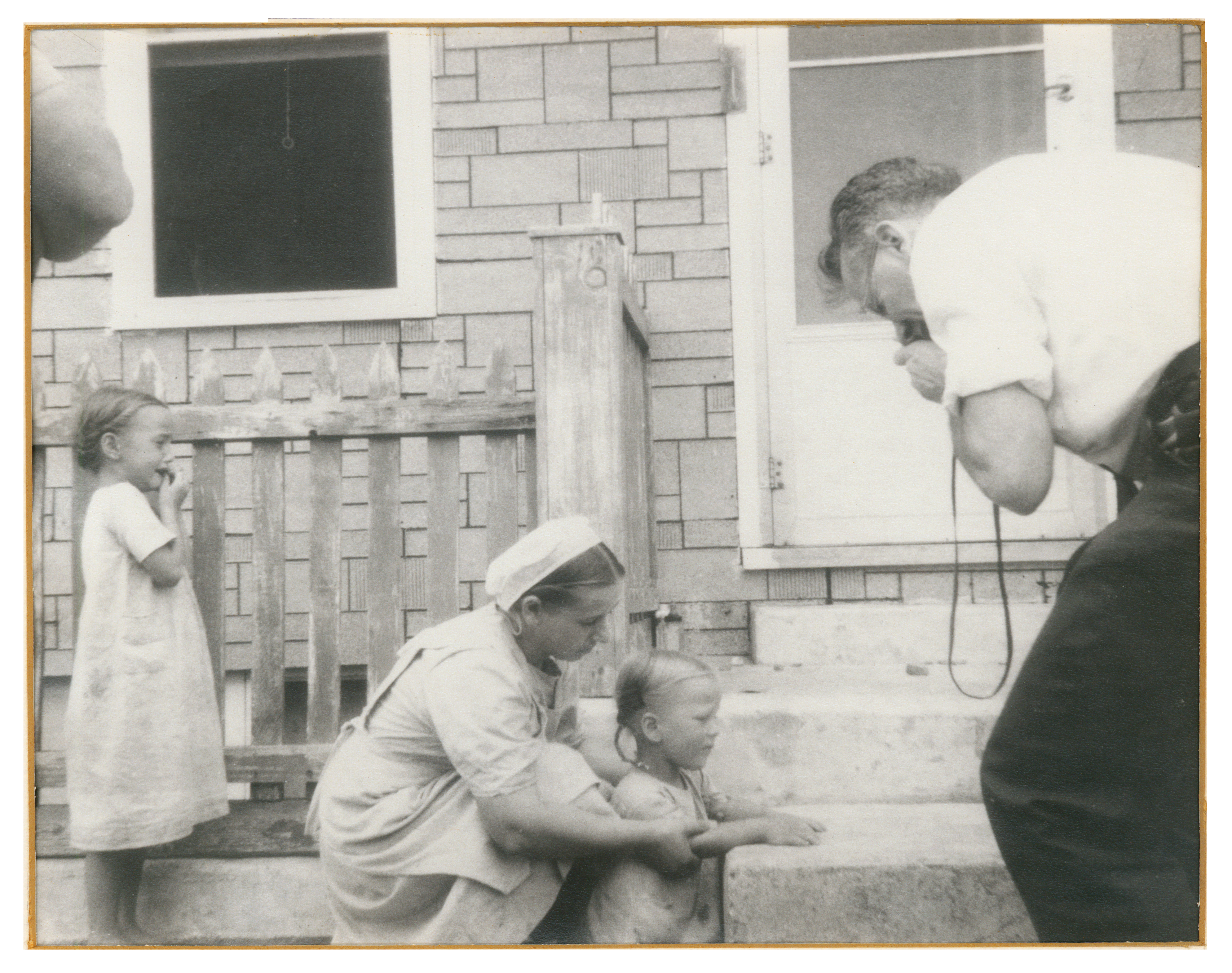
Victor McKusick mentre fotografa la mano di un bambino Amish durante i suoi studi medici

Gli studi di McKusick all'interno della popolazione Amish furono molto approfonditi. Durante il suo primo viaggio nelle aree di residenza degli Amish era accompagnato dal dottor David Krusen, il quale aveva una vasta pratica medica tra gli Amish a Lancaster, in Pennsylvania. McKusick parlò della sua introduzione al lavoro di Krusen, affermando di lui:
Le scoperte di McKusick portarono molti altri ricercatori a studiare malattie ereditarie similari negli anni '60 e '70. Alcuni Amish che hanno collaborato con i ricercatori, tra cui lo stesso McKusick, sono stati citati da quest'ultimo e dai suoi collaboratori. McKusick nel 1978 pubblicò un compendio delle sue ricerche di ambito medico presso la popolazione Amish, intitolato Medical Genetic Studies of the Amish.

## Opere (elenco parziale)
- (EN) Victor A. McKusick, World of Genetics, Farmington Hills, Michigan, Gale Group, 2001.
- (EN) Structural and Functional Studies of Genomes, in Genomics, vol. 45, 1997,  pp. 444-449.
- (EN) E. W. Crow, J. F. Crow, 100 Years Ago: Walter Sutton and the Chromosome Theory of Heredity, in Genetics, vol. 160, n. 1-4, 2002.
- (EN) Medical Genetics: A 40-Year Perspective on the Evolution of a Medical Specialty from a Basic Science, in Journal of the American Medical Association, vol. 270, 1993,  pp. 2351-2356.
- (EN) Medical Genetic Studies of the Amish: Selected Papers, Assembled with Commentary, Baltimore, Johns Hopkins University Press, 1978.
- (EN) A Synopsis of Clinical Auscultation, Being a Treatise on Cardiovascular and Respiratory Sound, Introduced by an Historical Survey, Illustrated by Sound Spectrograms (Spectral Phonocardiograms), and Supplemented by a Comprehensive Bibliography, Baltimore, 1º gennaio 1956.
- (EN) 144, in Biographical Memoirs: A. McGehee Harvey (30 July 1911 – 8 May 1998), American Philosophical Society, 2000,  pp. 85-94.
- (EN) Marcella O'Grady Boveri (1865–1950) and the Chromosome Theory of Cancer, in Journal of Medical Genetics, vol. 22, 1985,  pp. 431-440.
- (EN) The Anatomy of the Human Genome: a Neo-Vesalian Basis for Medicine in the 21st Century, in Journal of the American Medical Association, vol. 286, n. 18, 2001,  pp. 2289-2295.
- (EN) Mapping the Human Genome: Retrospective, Perspective and Prospective, in Proceedings of the American Philosophical Society, vol. 141, n. 4, 1997,  pp. 417-424.
- (EN) The Human Genome Project: Status, Prospects, and Implications for Ethics, Society, and the Law, 7th International Association of Catholic Medical Schools, Santiago del Cile, gennaio 1994.

## Riconoscimenti
McKusick ha ricevuto più di 20 lauree honoris causa, alcune mentre era in vita ed altre postume.
Alcuni dei premi che ha vinto sono elencati di seguito:
- Premio Gairdner Internazionale dalla Gairdner Foundation (1977)[16]
- Premio William Allan dalla American Society of Human Genetics (1977)[17]
- Premio NAS per la revisione scientifica dalla Accademia nazionale delle scienze statunitense (1982)[18]
- Medaglia George M. Kober dall'Association of American Physicians (1990)[19]
- Medaglia Benjamin Franklin per i risultati ottenuti in campo scientifico, dall'American Philosophical Society (1996)[20]
- Premio Lasker per i risultati ottenuti nel campo della medicina, dalla Lasker Foundation (1997)[21]
- Japan Prize for Medical Genetics per essere stato pioniere nel campo della genetica medica, dalla Japan Prize Foundation (2008)[22]

Inoltre, il McKusick-Nathans Institute of Genetic Medicine del Johns Hopkins Hospital prende il nome da Victor McKusick e dall'illustre genetista Daniel Nathans.